# Engures pagasts
Engures pagasts er en territorial enhed i Engures novads i Letland. Pagasten havde 2.751 indbyggere i 2010 og 2.571 indbyggere i 2016 og omfatter et areal på 133 kvadratkilometer. Hovedbyen i pagasten er Engure.